# Час за сонцем
«Час за сонцем» — радянський двосерійний телефільм 1979 року, знятий режисером Ільмурадом Бекмієвим на кіностудії «Туркменфільм».

## Сюжет
За мотивами повісті В. Александрова «Блукаючі струми». У лабораторії науково-дослідного інституту проводять важливі експериментальні роботи, пов'язані з використанням сонячної енергії. Велику роль у пошуках нових наукових рішень відіграє молодий вчений Хатамов. Про його взаємини з колегами та про кохання, без якого не буває молодості.

## У ролях
- Ходжадурди Нарлієв — Язхан
- Тамара Джураєва — Бахар
- Бюль-Бюль Мамедов — Мурад
- Ата Дурдиєв — Балканов
- Анатолій Храмцов — Георгій
- Володимир Краснопольський — Гур'єв
- Акмурад Бяшимов — Кулієв
- Ата Довлетов — Есенов
- Артик Джаллиєв — Союнов
- Сона Мурадова — бабуся Гозель
- Айгозель Бекмієва — Сельбішка
- Михайло Ізюмський — Юра
- Мая Кулієва — мати Бахар
- Вапа Мухамедов — колгоспник
- Імамберди Суханов — колгоспник
- А. Сариєв — епізод
- Єлизавета Караєва — епізод
- Айдогди Оразов — епізод
- Джерен Ішанкулієва — епізод
- Я. Імамкулієв — Ораз-ага
- Хоммат Муллик — науковий працівник

## Знімальна група
- Режисер — Ільмурад Бекмієв
- Сценаристи — Курбан Мухамед Абдирахманов, Ільмурад Бекмієв
- Оператор — Олександр Лисих
- Композитор — Мурат Атаєв
- Художник — Олексій Філь